# Goudbuiktiran
De goudbuiktiran (Myiodynastes hemichrysus) is een zangvogel uit de familie Tyrannidae (tirannen).

## Verspreiding en leefgebied
Deze soort komt voor van Costa Rica tot Venezuela en Ecuador en telt drie ondersoorten:
- M. h. hemichrysus: Costa Rica en westelijk Panama.
- M. h. minor: van oostelijk Panama tot Ecuador.
- M. h. cinerascens: noordelijk Colombia en noordelijk Venezuela.

## Status
De grootte van de populatie is niet gekwantificeerd maar de soort wordt omschreven als vrij algemeen. Op de Rode lijst van de IUCN heeft deze soort de status niet bedreigd.